# Avex globe
avex globe (エイベックス グローブ?) es el sello disquero personal de la banda globe al interior de Avex. Sólo son lanzados bajo esta casa discográfica trabajos de globe como banda, así como también trabajos en solitario de Tetsuya Komuro, Keiko Komuro y Marc Panther. Fue fundada en 1995 con el lanzamiento del primer sencillo de globe, "Feel Like dance".

## Lanzamientos
Todos los trabajos de globe son lanzados bajo este sello. Para verlos dirigirse al artículo de globe.

### Singles

#### globe featuring KEIKO
- on the way to YOU(2000/03/29)

#### globe featuring MARC
- THE MAIN LORD(2000/03/29)

#### globe featuring TK
- Throwin'down in the double 0(2000/03/29)

#### globe vs push
- dreams from above(2002/07/31)

#### KEIKO
- KCO(2003/12/10)

- Datos: Q8210438